# Star Trek, le film
Cet article concerne le film de 1979. Pour le film de 2009, voir Star Trek (film, 2009).
Série Star Trek
Star Trek 2 : La Colère de Khan
(1982)
Pour plus de détails, voir Fiche technique et Distribution.
Star Trek, le film / La Patrouille du Cosmos (Star Trek: The Motion Picture) est un film américain de science-fiction réalisé par Robert Wise, sorti en 1979. C'est le premier film sorti sur grand écran adapté de l'univers Star Trek, créé par la série télévisée du même nom diffusée à partir de 1966. Adaptation cinématographique du pilote prévu pour la série Star Trek: Phase II, le film fut appuyé par un budget de 35 millions de dollars (valeur 1979).
En France, le film est diffusé le 29 août 1988 sur La Cinq.

## Synopsis
À la date stellaire 7412, une entité extraterrestre anéantit aisément une flotte de trois croiseurs Klingon de classe K't'inga l'ayant attaquée sur leur territoire. Leur destruction a été visualisée depuis la station spatiale de la Fédération Epsilon IX grâce à une sonde. L'entité est maîtresse d'une nuée se développant sur plus de 80 unités astronomiques, se dirigeant vers le territoire de la Fédération tout droit vers la Terre qu'elle atteindra dans 3 jours. Dans le même temps, sur Vulcain, Spock participe au rituel du Kolinahr dirigé par des prêtres vivant sur le Mont Seleya, auquel il se refuse à l'ultime étape après avoir reçu un message télépathique provenant du nuage. 
Sur Terre, l'amiral James T. Kirk réussit à convaincre l'Amiral Nogura qu'il était l'homme de la situation, et est chargé par Starfleet d'intercepter et de reconnaître l'entité pour évaluer la menace. Il reprend alors les commandes de l'USS Enterprise, qu'il avait abandonnées il y a 2 ans et demi à la suite de sa promotion, et découvre un vaisseau entièrement remodelé depuis 18 mois sous la surveillance de Scott, qui n'a néanmoins pas fini toutes les nouvelles installations. Le capitaine Will Decker, évincé de son commandement, accepte malgré lui de le seconder grâce à sa connaissance des modifications apportées au vaisseau. Les essais sur les nouvelles machines de l’Enterprise doivent être interrompus et deux officiers sont tués lors d'une téléportation défectueuse, notamment l'officier scientifique du vaisseau, le Vulcain Sonak. Ils reçoivent entretemps une communication d'Epsilon IX qui, ayant envoyé des messages amicaux vers le nuage, est finalement complètement détruite par l'entité sous les yeux de tout l'équipage de  l’Enterprise.
La décision de Kirk est de partir immédiatement après la téléportation du dernier homme d'équipage, le Dr McCoy. Mais le premier vol en distorsion pose différents problèmes et le manque d'expérience de Kirk sur la nouvelle organisation du vaisseau augmente la tension entre lui et Decker. Sur la route d'interception de l'entité, l’Enterprise accueille Spock qui revient de sa retraite sur Vulcain. Spock explique qu'il a été en contact mental avec l'entité. Arrivés à proximité du nuage, Spock découvre qu'il renferme un vaisseau d'une grande taille entouré d'un champ de force de grande intensité. Quand l'Enterprise entre dans la nuée, ses communications avec Starfleet son coupées et il reçoit une décharge d'énergie qui le prive de ses boucliers et brûle la main de Chekov. Spock récupère un message de la nuée qui n'a duré qu'une microseconde et lui répond juste avant qu'une seconde décharge n'atteigne l'Enterprise puis disparait. Il s'enfonce alors plus profondément dans la nuée puis survole le gigantesque vaisseau présent en son centre.
L'entité sonde alors l'Enterprise avec un faisceau plasmatique qui télécharge les données de l'ordinateur du vaisseau puis absorbe le lieutenant Ilia d'origine deltane (qui avait eu une histoire émotionnelle très forte avec Decker plusieurs années auparavant) pour mieux l'examiner. Il prend le vaisseau dans un rayon tracteur qui l'attire dans son antre et renvoie une réplique robotique d'Ilia en tant que sonde afin que l'entité qui se fait appeler V'Ger communique avec l'équipage de l’Enterprise désigné comme étant des « unités carbone » infestant l'Enterprise. Le robot Ilia finit par révéler que V'Ger retourne sur Terre pour retrouver le Créateur, et se joindre à lui. Lors d'un examen médical sur le robot, quand Decker tente de lui parler, Spock comprend qu'une partie de la mémoire d'Ilia se trouve toujours en elle. Decker va essayer de débloquer sa mémoire en lui faisant visiter le vaisseau.
À la date stellaire 7414.1, à 4 heures de la Terre, le vaisseau Enterprise est toujours prisonnier de V'Ger. Spock vole une combinaison spatiale pour s'engager au cœur du vaisseau de V'Ger. Il découvre une masse phénoménale de connaissances, accumulée par V'Ger au cours de son voyage. Supposant qu'il s'agit d'une machine vivante, il entre en contact télépathique avec V'Ger et subit un traumatisme neurologique. Kirk parti à sa recherche le récupère en combinaison spatiale. En rémission, Spock déclare que V'Ger a une connaissance universelle mais ne possède pas de sentiments et c'est ce qu'il recherche.
Arrivé à proximité de la Terre, le nuage se dissipe et le vaisseau de V'Ger émet un signal appelant le Créateur. N'ayant pas obtenu de réponse, il neutralise les défenses terriennes et se prépare à supprimer les « unités carbone » de la surface de la Terre. Kirk déclare alors connaitre le Créateur et ne vouloir parler qu'à V'Ger directement. L'Enterprise est alors déplacée au milieu du vaisseau et Kirk prépare l'autodestruction en espérant détruire la menace. Arrivés près de V'Ger, une atmosphère respirable est créée dans le vide. Kirk, Spock, MCCoy et Decker, accompagnant l'androïde Ilia, découvrent que V'Ger est une machine résultant de l'ancienne sonde Voyager VI lancée à la fin du XXe siècle par les humains. Lors du passage du temps de la sonde dans l'espace, seules les lettres V GER sont demeurées. Uhura émettant l’ancien code de la NASA l'autorisant à transmettre ses données, V'Ger comprend alors que les « unités carbone » sont son Créateur et demande à fusionner avec elles. Le capitaine Decker se sacrifie donc afin de fusionner avec l'Ilia robotique, formant une nouvelle espèce qui disparait à travers l'espace. Ne reste que l'Enterprise où Decker et Ilia sont portés manquants.

## Fiche technique
- Titre original : Star Trek: The Motion Picture
- Titre français : Star Trek, le film

Titre québécois : La Patrouille du Cosmos
- Réalisation : Robert Wise
- Scénario : Alan Dean Foster, Harold Livingston et Gene Roddenberry (non crédité)
- Dialogues : Sean Hanley
- Musique : Jerry Goldsmith, avec le thème d'Alexander Courage
- Photographie : Richard H. Kline et Charles F. Wheeler (prises de vues additionnelles)
- Décors : Harold Michelson
- Costumes : Robert Fletcher
- Montage : Todd C. Ramsay
- Directeur des effets visuels : Douglas Trumbull
- Conseiller technique : Isaac Asimov
- Production : David C. Fein et Gene Roddenberry
- Sociétés de production : Paramount Pictures et Century Associates
- Sociétés de distribution : Paramount Pictures (États-Unis), Cinema International Corporation (France)
- Format : Couleur - 35 mm - 2.35:1 - Dolby Digital
- Pays d'origine :  États-Unis
- Langues originales : anglais, klingon
- Genre : science-fiction
- Durée : 126 minutes, 131 minutes (version director's cut)
- Budget : 35 millions de dollars[2]
- Dates de sortie[3] :
  - États-Unis : 7 décembre 1979
  - France : 19 mars 1980[4]

## Distribution
Légende : Doublage de la version cinéma (1980) / Doublage de la version director's cut (2000)
- William Shatner (VF : Sady Rebbot / Bernard Bollet) : l'amiral puis capitaine James Tiberius Kirk
- Leonard Nimoy (VF : Jacques Harden / Michel Bedetti) : le commandant Spock
- DeForest Kelley (VF : François Marié / Serge Blumenthal) : le Dr Leonard H. « Bones » McCoy
- James Doohan (VF : Georges Aubert / Frédéric Cerdal) : le commandant Montgomery « Scotty » Scott
- George Takei (VF : Tola Koukoui / Marc Perez) : le lieutenant-commandant Hikaru Sulu
- Walter Koenig (VF : Thierry Bourdon / Bernard Métraux) : le lieutenant-commandant Pavel Chekov
- Nichelle Nichols (VF : Laure Moutoussamy / Frédérique Tirmont) : le lieutenant-commandant Nyota Uhura
- Majel Barrett (VF : Paule Emanuele / Ivana Coppola) : le Dr Christine Chapel
- Persis Khambatta (VF : Annie Sinigalia / Véronique Desmadryl) : le lieutenant Ilia
- Stephen Collins (VF : Hervé Bellon / Eric Aubrahn) : le capitaine Willard « Will » Decker
- Grace Lee Whitney : le lieutenant-commandant Janice Rand
- David Gautreaux (VF : José Luccioni / Eric Legrand) : le commandant Branch
- Marcy Lafferty (VF : Claude Chantal) : le chef DiFalco
- Franklyn Seales
- Mark Lenard : le capitaine Klingon

## Production

### Genèse et développement

#### Premier projet de film
La série originale s'était arrêtée après la troisième saison en 1969. À la suite du succès de la série animée qui lui fait suite et des rediffusions d'épisodes par le biais du système de syndication, Gene Roddenberry signe en mai 1975 un contrat avec Paramount pour un film, provisoirement nommé Star Trek : The God Thing, avec un budget de 3 millions de dollars,.

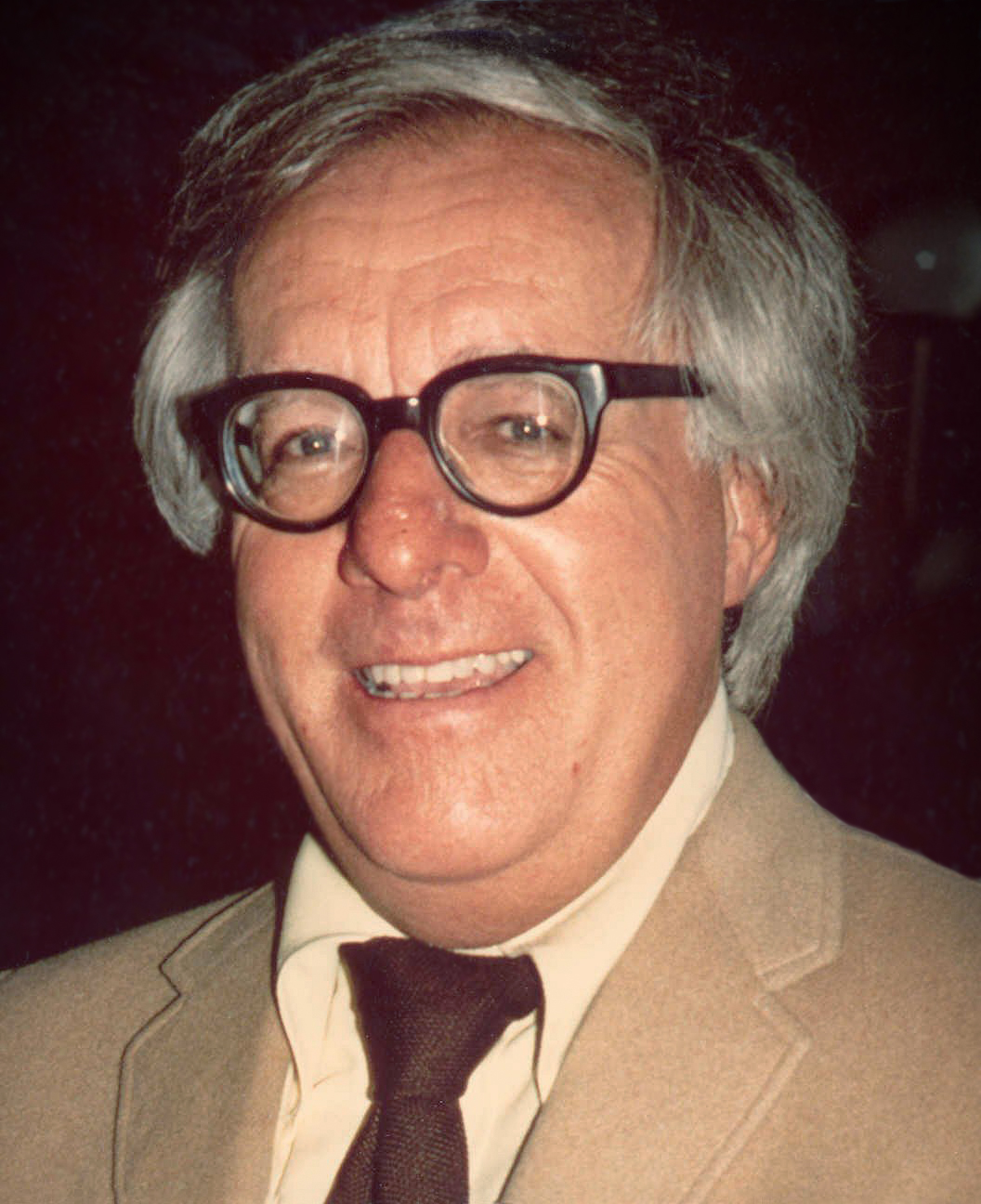
Ray Bradbury est l'un des auteurs approché pour écrire le film Star Trek.

Le 30 juin, Gene Roddenberry produit un script considérable qui ne plait cependant pas au studio. Dans sa première formule The God Thing mettait en scène un capitaine Kirk qui, après avoir été mis aux arrêts, reformait l'équipage de l’Enterprise afin de se battre contre une entité divine qui menace la Terre. Celle-ci devait se révéler être un ordinateur super-avancé autrefois envoyé dans l'espace par la Terre. L'entité devait repartir dans sa propre dimension et l'équipage de l’Enterprise devait reprendre leur voyage. Parmi les idées se trouvaient aussi un accident de téléporteur et un rituel Vulcain effectué par Spock,.
Le film est repoussé au printemps 1976 tandis que la Paramount tente d'approcher les auteurs de science-fiction Ray Bradbury, Theodore Sturgeon et Harlan Ellison afin qu'ils écrivent un script. L'histoire d'Ellison met en scène des extraterrestres reptiles voyageant dans le temps afin de changer l'Histoire de l'humanité. Kirk et son équipage doivent les empêcher, provoquant l'extinction des dinosaures. Les exécutifs de la Paramount lui proposent plutôt de mettre en scène la civilisation Maya, ce qui déplait fortement à Ellison. En octobre 1976, l'auteur Robert Silverberg est engagé pour écrire un scénario avec le scénariste John D. F. Black. Celui-ci évoque un trou noir qui menace de détruire l'univers entier. Roddenberry se joint à Jon Povill et propose un scénario dans lequel l'équipage de l'Enterprise se retrouve dans un univers alternatif qui a changé à la suite des voyages dans le temps. Paramount trouve que l'idée n'est pas assez épique,.
Le film est repoussé, et les acteurs de la série originale, qui avaient donné leur accord pour jouer dans le film, ont finalement accepté d'autres projets. En juin 1976, la Paramount assigne Jerry Isenberg à la production et décide d'approcher une trentaine d'auteurs en vue, parmi lesquels Edward Anhalt, James Goldman, Francis Ford Coppola, George Lucas, Ernest Lehman ou encore Robert Bloch. Aucun d'entre eux ne répond à la proposition; Paramount finit par embaucher deux scénaristes anglais, Chris Bryant et Allan Scott afin de produire un script. De son côté, Jon Povill approche de potentiels réalisateurs, dont Coppola, Steven Spielberg, Lucas, et Robert Wise, mais tous étaient occupés sur d'autres projets à l'époque. De plus, les 8 millions de budget sont jugés insuffisants.

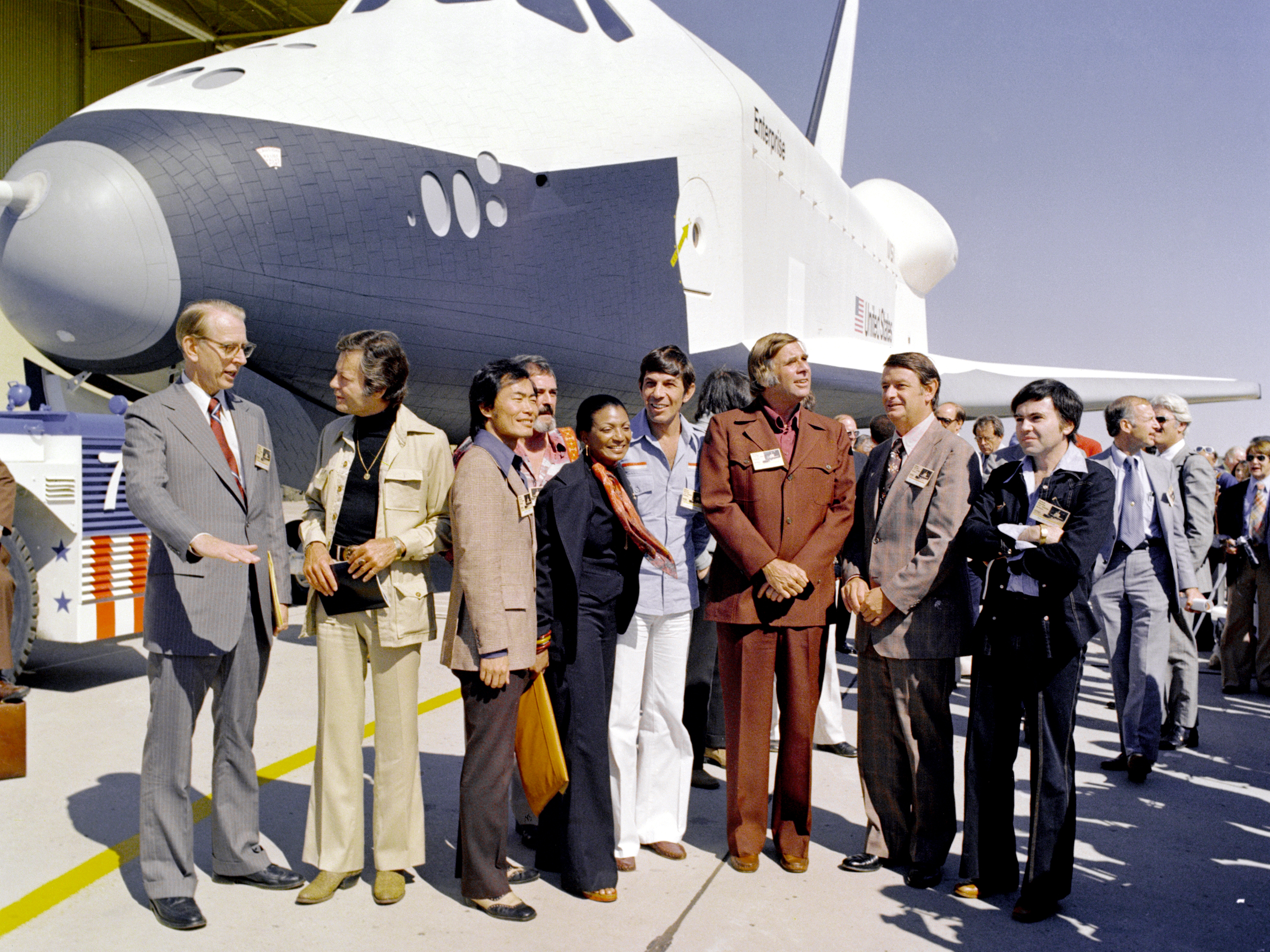
Le créateur de Star Trek Gene Roddenberry, des membres de Star Trek et des administrateurs de la NASA lors de l'inauguration dEnterprise.

À l'automne 1976, le réalisateur Philip Kaufman signe pour réaliser ce futur projet. Durant l'année 1976, les fans de la série inondent la Maison-Blanche de lettres demandant que Gerald Ford baptise sa future navette spatiale Enterprise. Le 17 septembre 1976, Gene Roddenberry (créateur de la série) et les membres du casting de la série assistent à la cérémonie d'inauguration de la navette. Le 8 octobre, Bryant et Scott dévoilent un traitement d'une vingtaine de pages, nommé Star Trek: Planet of the Titans, dans lequel Kirk et son équipage se trouvaient face à des extra-terrestres qui étaient autrefois venus sur Terre où les humains les avaient pris pour les Titans de la mythologie. Retournant des millions d'années dans le passé, ils enseignent par accident aux hommes à faire du feu. Le script plait à Barry Diller et Michael Eisner, qui travaillent pour la Paramount à l'époque et la pré-production est mise en chantier. Jerry Isenberg commence à chercher des lieux de tournage et à engager des illustrateurs, notamment Ken Adam et Ralph McQuarrie, afin qu'ils travaillent sur le design des planètes, des bases spatiales et de l'intérieur des vaisseaux. Une partie de ce travail sera recyclée sur le film Moonraker.
La première version script, présentée le 1er mars 1977, sera rejetée par le studio quelques semaines plus tard. Les conflits entre Roddenberry et Kaufman sur la direction à prendre pour le film sont de plus en plus importants et le studio n'arrive pas à se décider. Estimant qu'il était « physiquement impossible » de produire un scénario qui plaira à tout le monde, le projet est abandonné le 18 mars 1977. Philip Kaufman partit sur son propre projet, qui voyait Spock à la tête de son propre équipage affrontant un Klingon joué par Toshirō Mifune, mais le 8 mai, Katzenberg l'informe que le projet est abandonné afin de ne pas subir la concurrence de La Guerre des étoiles, la Paramount estimant que les fans de science-fiction n'iraient pas voir deux films en si peu de temps d'intervalle,.

#### Le ProjetStar Trek: Phase II
Barry Diller souhaite de son côté que Star Trek revienne mais à la télévision. L'idée est de faire une série qui permette de promouvoir la chaine que la Paramount compte lancer prochainement, provisoirement appelée la Paramount Television Service. Ce projet de nouvelle série s'intitule Star Trek: Phase II.
Cette nouvelle série doit réunir la même équipe d'acteurs, à l'exception de Leonard Nimoy qui souhaite abandonner sa carrière télévisuelle afin de se tourner vers le cinéma. Pour compenser l'absence de Spock, l'équipage de l’Enterprise se voit affublé d'un nouveau personnage, Xon, un pur vulcain (Spock n'étant que vulcain par son père et humain par sa mère). Le cachet demandé par William Shatner est trop élevé et Paramount souhaite un moyen de pouvoir le remplacer après coup, d'où la création du personnage de Willard Decker qui devait petit à petit prendre sa place. Un personnage de femme télépathe, Ilia, est aussi ajouté au casting.
Le travail d'écriture du script du pilote est confié à Harold Livingston (en) qui produisit In Thy Image sous la suggestion de Gene Roddenberry qui lui soumet l'idée d'une histoire de sonde qui aurait disparu après son lancement, aurait été recueillie par une sorte de planète-machine la rendant très puissante et très dangereuse, un peu sur le thème de l'épisode Le Korrigan (saison 1, 1967) dans lequel une entité créée par l'humanité devienne amnésique et folle, et envisage d'anéantir son créateur). 
Le 3 août, Goodwin propose, lors d'une réunion avec Eisner que cet épisode serve de pilote à Phase II. Eisner fait remarquer que cette histoire pourrait aussi faire un bon film. À l'époque, le succès du film Rencontres du troisième type a fait comprendre au producteur que le succès de La Guerre des étoiles n'était pas un exemple isolé. Au même moment, la Paramount réalise qu'elle n'arrivera sûrement jamais à rentabiliser le projet Paramount Television Service, qui lui a déjà coûté 500 000 $, et commence à faire machine arrière. Le 11 novembre 1978, deux semaines et demi avant le début du tournage de la série, celle-ci est annulée et repoussée au mois d'avril 1978 afin d'en faire un film.

#### Le projetStar Trek: The Motion Picture
Robert Wise, deux fois lauréat de l'Oscar du meilleur réalisateur, est choisi pour réaliser le film. Son nom est dévoilé lors d'une conférence de presse le 28 mars 1978. Le cinéaste n'avait alors regardé que quelques épisodes de la série et la Paramount lui envoie des bobines afin qu'il puisse en regarder une douzaine. Le budget est augmenté de sorte à passer à 15 millions de dollars.
Leonard Nimoy accepte finalement de revenir pour ce nouveau projet. Le script doit donc être réécrit afin d'inclure le personnage de Spock. Un premier scénariste, Dennis Clark, est engagé par la Paramount mais il n'arrive pas à s'entendre avec Gene Roddenberry. Livingston est rappelé par Wise et Katzenberg malgré ses réticences envers Roddenberry qu'il trouvait « insupportable » et un scénario qu'il trouvait « impossible à travailler ». Le script final n'est achevé que quatre mois avant la production du film. Robert Wise aime l'histoire, mais estime que l'action et l'aspect visuel pourraient être poussés encore plus loin. La production, prévue pour le printemps 1978, est repoussée malgré la peur de la Paramount d'arriver à la fin de la mode des films de science-fiction.
À la suite des nombreuses réécritures, il est demandé aux acteurs de ne pas apprendre par cœur le dernier tiers du scénario. La plupart des changements sont en rapport avec la relation entretenue entre Kirk et Spock ainsi que celle entre Decker et Ilia. Il faut attendre septembre 1978 pour que le dernier tiers du scénario soit finalisé et approuvé.

#### Conseils techniques
Entre la fin de la série et le film, toute une décennie de produits technologiques futuristes qui étaient apparus dans la série sont devenus une réalité : les portes automatiques, les ordinateurs parlants, les armes non-létales et les communications sans fil. Gene Roddenberry insiste pour que la technologie utilisée sur l'Enterprise reflète les futures avancées de la réalité. L'équipe du film s'entoure de conseillers techniques venus de la NASA, du Jet Propulsion Laboratory de Pasadena, du Massachusetts Institute of Technology, ainsi que d'anciens astronautes et de l'écrivain de science-fiction Isaac Asimov. Durant la réécriture du script, une partie d'entre eux critiquent la fin, estimant que l'idée d'une machine devenant soudainement vivante est bien trop farfelue. Toutefois, Asimov conseille de la garder : il aime cette fin et estime qu'elle est dans le domaine du plausible. Il pense toutefois que le terme de trou de ver était utilisé de façon incorrecte dans le script et propose de le changer par tunnel temporel.

### Attribution des rôles
Les acteurs de la série originale reprennent leurs rôles respectifs avec un grand enthousiasme. William Shatner déclare lors de la conférence de presse de mars 1978 qu'il est content de reprendre le rôle de Kirk car celui-ci, a son image, a évolué depuis une dizaine d'années et qu'il s'agit de recréer un rôle. De son côté, Leonard Nimoy était en froid avec la production de la série car il estimait avoir été lésé au niveau de son droit à l'image sur les produits dérivés Star Trek. Estimant qu'un film Star Trek « ne serait pas pareil sans Spock », Robert Wise envoie Jeffrey Katzenberg à New York afin de négocier avec Nimoy. Celui-ci aurait payé une compensation pour les droits perdus afin que l'acteur revienne. Présent à la conférence de presse de mars 1978, celui-ci n'était initialement pas très content du script mais Katzenberg lui assure qu'il sera réécrit avec son consentement. Cette idée est partagée par DeForest Kelley, qui avait des réserves sur le script estimant que la dynamique entre les personnages ne reflétait pas celle de la série. Shatner, Nimoy et Kelley émettent des avis pour changer le script dans ce sens, mais leurs opinions seront largement ignorées.
D'autres acteurs auront des réserves sur le tournage. Walter Koenig dira ne pas avoir retrouvé l'euphorie et le sens de la camaraderie que tous partageaient sur le tournage de la série. George Takei émit des réserves sur les différentes réécritures du script qui a son avis « favorisaient continuellement William Shatner ».
James Doohan, en plus de reprendre le rôle de Montgomery Scott, s'implique dans le film en créant le vocabulaire Klingon que l'on entend dans une scène du film. Le linguiste Marc Okrand l'utilise comme base afin d'inventer la langue des Klingon. De son côté, Nichelle Nichols s'oppose un temps aux nouveaux uniformes qu'elles trouvent trop unisexes et moins voyants.
Persis Khambatta est engagée à l'époque où son rôle devait être celui d'un personnage récurrent à la télévision. Elle était parfaitement au courant que le rôle lui demanderait de se raser intégralement le crâne. Stephen Collins accepte le rôle de Willard Decker alors qu'il ne connaissait rien à la franchise et n'avait jamais regardé un épisode de la série. C'est DeForest Kelley, dont la loge était contigüe, qui lui donnera les informations à connaitre sur l'univers de la série. David Gautreaux, qui devait tenir le rôle de Xon dans le projet d'origine, est finalement engagé pour celui du commandant Branch qui n'apparaît qu'au début du film.
Le chef DiFalco, qui remplace le lieutenant Ilia au poste de navigateur, est joué par Marcy Lafferty, alors épouse de William Shatner. Mark Lenard, qui joue le rôle du chef Klingon au début du film, avait joué aussi dans la série le rôle de Sarek, le père de Spock, et reviendra dans ce rôle dans les films suivants.

### Décors

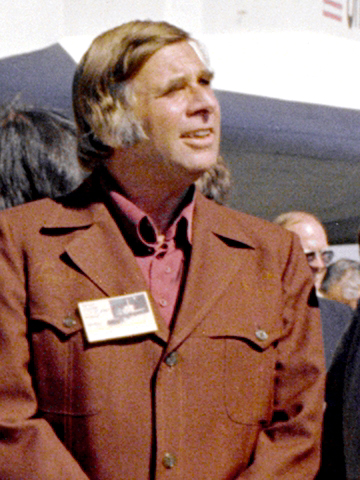
Gene Roddenberry, le créateur de Star Trek.

La construction des décors commence le 25 juillet 1977 aux Paramount Studios, à l'origine afin qu'ils puissent être utilisés pour Star Trek : Phase II. Leur fabrication est supervisée par Joseph Jennings, un directeur artistique initialement engagé pour la série télé, ainsi que par l'expert en effets spéciaux Jim Rugg, et l'ancien designer de Star Trek Matt Jefferies depuis devenu consultant sur La Petite Maison dans la Prairie.
Les décors sont réajustés lors du passage du projet vers le grand écran afin de pouvoir s'adapter au format de pellicule 70 mm, notamment lorsque Harold Michelson fut engagé en tant que designer par Robert Wise. C'est lui qui décidera de changer le toit de l'Enterprise pour y placer un environnement en verre avec une bulle. La plupart des ordinateurs et consoles de bord avaient été créés à l'origine pour la série télévisée par Lee Cole et celui-ci est engagé sur la production du film. Afin de servir de guide aux acteurs et aux scénaristes, Lee avait écrit le Manual de Vol de l'Enterprise permettant de déterminer comment celui-ci fonctionnait et ce que les acteurs sont censés faire lorsqu'ils appuient sur les boutons.
Pour la première fois les écrans des consoles affichaient des animations. Celles-ci sont projetées depuis le décor via des projecteurs en super 8 et 16 mm qui tournaient en boucle. Ces bandes avaient été filmées par Cole à partir de distorsions d'oscilloscope ou à partir des ordinateurs de l'hôpital de Long Beach, de l'université de San Diego ou dans un laboratoire informatique du Nouveau-Mexique. En tout, 200 images d'affichage différentes sont enregistrées.
La salle des machines de l'Enterprise est redécorée tout en gardant à l'esprit que l'apparence intérieure devait correspondre à ce que l'on voyait à l'extérieur du vaisseau. Michelson voulait que cette salle semble vaste et afin de créer l'illusion, les décorateurs optèrent pour un système de perspective forcée afin que le studio de 12 mètres puisse paraître en faire plus d'une centaine. Des acteurs de petites tailles sont utilisés pour renforcer l'illusion de profondeur. Michelson modélise aussi les couloirs du vaisseau, qui à l'origine n'étaient que des tunnels rectilignes en contreplaqué. Afin de s'éloigner de ce design, Michelson crée des couloirs plus courbés et anguleux. Roddenberry et Wise souhaitaient aussi un système où la lumière venait depuis le ras du sol afin d'en donner un côté plus futuriste. Dans la même optique, des panneaux d'aluminium sont mis sur les quartiers de Kirk et d'Ilia.
Le téléporteur avait été construit originellement afin de servir de moyen peu couteux d'emmener les personnages sur chaque planète sans avoir à montrer le vaisseau en train de s'y poser à chaque épisode. Michelson en fait une salle qui montrait un lieu bien plus imposant et puissant, y ajoutant tout un système de machinerie; Il est décidé aussi de poser une plaque à l'intérieur de l'Enterprise mentionnant que le vaisseau tire son nom de la navette américaine Enterprise.
Le dernier décor construit est celui où se trouve V'ger et que l'équipe de production surnomma "le Colisée" ou "Le Wok". Il demande quatre semaines et demie de travail et est construit afin d'être filmé sous quatre angles différents. Le coût total des décors est de 1,99 million de dollars.

### Effets spéciaux
Les projets de maquettes de l'Enterprise avaient été conçus à l'époque du projet Planet of the Titans par Ken Adam et Ralph McQuarrie mais jugés trop vieux pour être filmés. Ils seront néanmoins recyclés dans le film Star Trek 3 : À la recherche de Spock et dans la série Star Trek : The Next Generation. Lors du développement du projet Phase II, le designer de la série Matt Jefferies changera les plans de l'Enterprise afin de lui ajouter deux ascenseurs jumeaux menant au pont du vaisseau, une coque secondaire plus large, des ports d'amarrage, et des nacelles bien moins cylindriques. Lorsque le projet Phase II est annulé, un modèle de l'Enterprise de près d'un mètre cinquante de long était en construction, ainsi qu'un modèle pour V'ger. Tous sont abandonnés et la version non-finie de l'Enterprise est réutilisée afin de montrer l'Enterprise détruit dans le film Star Trek 3 : À la recherche de Spock.
Lorsque le projet de film est monté, le responsable artistique Richard Talor veut recommencer les plans à zéro, mais Roddenberry insiste pour que les plans de l'Enterprise de Jefferies restent inchangés. Taylor se concentre sur quelques détails avec Robert Abel et le concept artist Andrew Probert afin de lui donner un style un peu plus "Art Deco". Les proportions sont conservées mais certains détails sont retravaillés, comme les nacelles, les portes de hangar, la coque et les armes des vaisseaux.

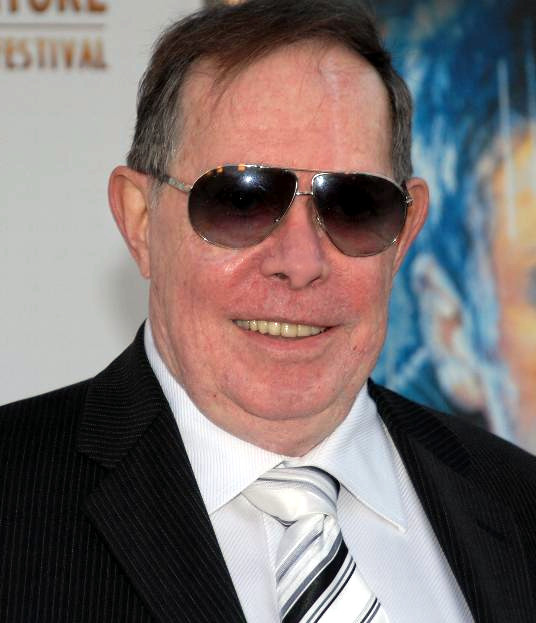
Syd Mead createur de la seconde version du vaisseau de V'Ger.

Les modèles du film sont créés par l'entreprise Magicam, un sous-traitant de la Paramount. La maquette finale de l'Enterprise est construite à l'échelle 1/120e et mesurait 2,45 mètres (8 pieds) de long. Il demande 14 mois de construction et pour un coût de 150 000 dollars. Au lieu d'une maquette en fibre de verre usuelle, le nouvel Enterprise est construit en plastique léger et pesait 39 kilos. Le principal problème posé par cette maquette était de solidifier la nacelle du vaisseau de sorte que celui-ci ne se plie pas lors du tournage. La solution est de créer un squelette en aluminium permettant une plus grande souplesse. Le modèle final pouvait être filmé à partir de n'importe quel angle. Une seconde maquette de 50 centimètres est créée afin d'être utilisée pour les plans lointains. L'image de certains membres des effets spéciaux était visible à travers les hublots de verre ainsi que Mickey Mouse. Magicam construit aussi le port orbital que l'on voit durant la première apparition de l'Enterprise dans le film. Celui-ci mesure 1,22 mètre de long sur 3,05 m de large et ses 56 néons demandaient d'être alimentés par 168 000 watts pour un coût de 200 000 dollars.
La création de V'Ger cause des problèmes. Un premier modèle d'un mètre de long avait été créé durant l'époque du projet Phase II par Robert Abel mais celui-ci ressemblait bien plus au Nautilus de Jules Verne qu'à un vaisseau spatial. Le designer Syd Mead est embauché afin d'en créer une nouvelle version. Sur suggestion de Wise et Roddenberry, il y inclut des éléments organiques. Le modèle final, long de 68 pieds (21 mètres), est construit en un mélange de bois et de mousse. Le vaisseau est fini durant le tournage et une partie de celui-ci est filmée alors que la maquette était toujours en construction.
Prêt de 350 accessoires futuristes sont construits par Dick Rubin et 55 sont visibles dans la scène d'ouverture se déroulant dans un San Francisco futuriste. Beaucoup d'entre eux sont des recréations d'accessoires de la série comme les phasers ou les communicateurs. Les nouveaux phasers devaient venir avec leur propre batterie permettant d'alimenter quatre petites lumières et coutaient 4 000 $ l'unité. Par souci d'économie le système d'éclairage est abandonné, divisant le coût par trois. Quinze d'entre eux sont créés pour le film. La taille des communicateurs est rapetissée afin de suivre la miniaturisation des matériels électroniques ayant eu lieu dans les années 1970, Gene Roddenberry estimant que le public ne croirait plus aux gros appareils utilisés dans la série des années 1960. Le seul élément issu de la série originale est le communicateur sans fil d'Uhura que Nichelle Nichols souhaitait conserver durant le tournage.

### Costumes et maquillage
Gene Roddenberry pense que les vêtements jetables représentaient le futur de l'industrie textile et incorpore cette idée dans les costumes du film. William Ware Theiss, le costumier à l'origine des costumes de la série, était trop occupé. Robert Fletcher, l'un des costumiers les plus célèbres de l'époque, est donc engagé pour créer les nouveaux uniformes. La plupart des costumes sont créés en synthétique. Les uniformes de Starfleet avec leurs couleurs vives sont changés pour des costumes bien moins tape-à-l'œil et l'assignation du personnel de bord à telle ou telle catégorie est remplacée par le port d'un écusson. De plus, le bleu des costumes est abandonné car il interférait avec le fond bleu utilisé pour les effets spéciaux. Les mini-jupes portées par les femmes sont remplacées par des uniformes plus sobres et unisexes.
Trois types d'uniformes sont fabriqués : les uniformes en forme de robe utilisés pour les occasions spéciales, les uniformes de classe A pour l'utilisation quotidienne et les uniformes de classe B afin de servir d'alternative à ceux-ci. Les uniformes de classe A sont doublés avec de la gabardine et font figurer un insigne doré. À l'époque, il est décidé de s'éloigner des conventions militaires dans la représentation des systèmes de grades et d'en inventer un typique à l'univers de Star Trek. Les uniformes de classe B sont fabriqués afin d'être similaires à des T-shirts évolués, dont les grades et les unités de divisions se situent sur les épaules. Des chaussures futuristes sont conçues par un bottier italien qui avait travaillé pour Gucci, mais la production aura des problèmes avec celui-ci car il ne parlait pas anglais et se faisait traduire les ordres par sa femme. Il en résultat des problèmes de pointures pour les acteurs.
Une grande variété de vestes, de vêtements et combinaisons est cousue avant que les acteurs soient engagés et de nombreux rôles sont choisis en fonction de la capacité des acteurs à entrer dans un costume préexistant. Une autre partie des costumes des figurants sont choisis dans les placards de la Paramount, notamment dans les productions de Cecil B. DeMille notamment Les Dix Commandements. Une partie des costumes est créée à l'occasion du film comme la robe de l'ambassadrice de Betelgeuse qui ne coûte pas moins de 10 000 $, ce qui en fait à l'époque le costume le plus cher fabriqué pour un figurant.
Le maquilleur Fred Phillips, à l'origine du design des oreilles de Spock, est engagé sur la production du film. C'est lui qui est responsable des masques et maquillages des extra-terrestres du film à partir des croquis de Fletcher. De nouvelles oreilles pour Spock sont fabriquées à partir de latex. Les sourcils de vulcains sont posés poil par poil, nécessitant deux heures de préparation pour Leonard Nimoy lors de chaque jour de tournage. De même, le crâne de Persis Khambatta est rasé chaque jour afin de pouvoir appliquer un maquillage empêchant les reflets des projecteurs. L'actrice commencera à s'inquiéter pour la repousse de ses cheveux au point que Roddenberry proposera de souscrire une assurance qui la rembourserait si jamais les choses devaient mal se dérouler après le film. L'idée est examinée avant d'être abandonnée par Persis Khambatta.
Le film donne aux Klingons un nouveau physique dans laquelle leur front est bombé par une gigantesque bosse.

### Tournage
Malgré une sécurité renforcée autour de la production du film, en février 1978, un groupe de fans de Star Trek d'Orange County reçoit une proposition d'achat de plans du tournage par un membre de l'équipe. Celui-ci est dénoncé au FBI et condamné à 750 $ d'amende et deux ans de prison avec sursis pour vol de secret commercial. Afin de garder le secret autour du tournage, des badges en quantité limitée sont fournis pour la presse, les amis de l'équipe et des acteurs tels que Clint Eastwood, Tony Curtis, Robin Williams et Mel Brooks. Malgré ces précautions, le scénario fuite. Le magazine New West de mars 1979 révèle une partie de l'intrigue : le retour de Spock, l'identité de V'Ger et la raison de sa venue sur Terre.

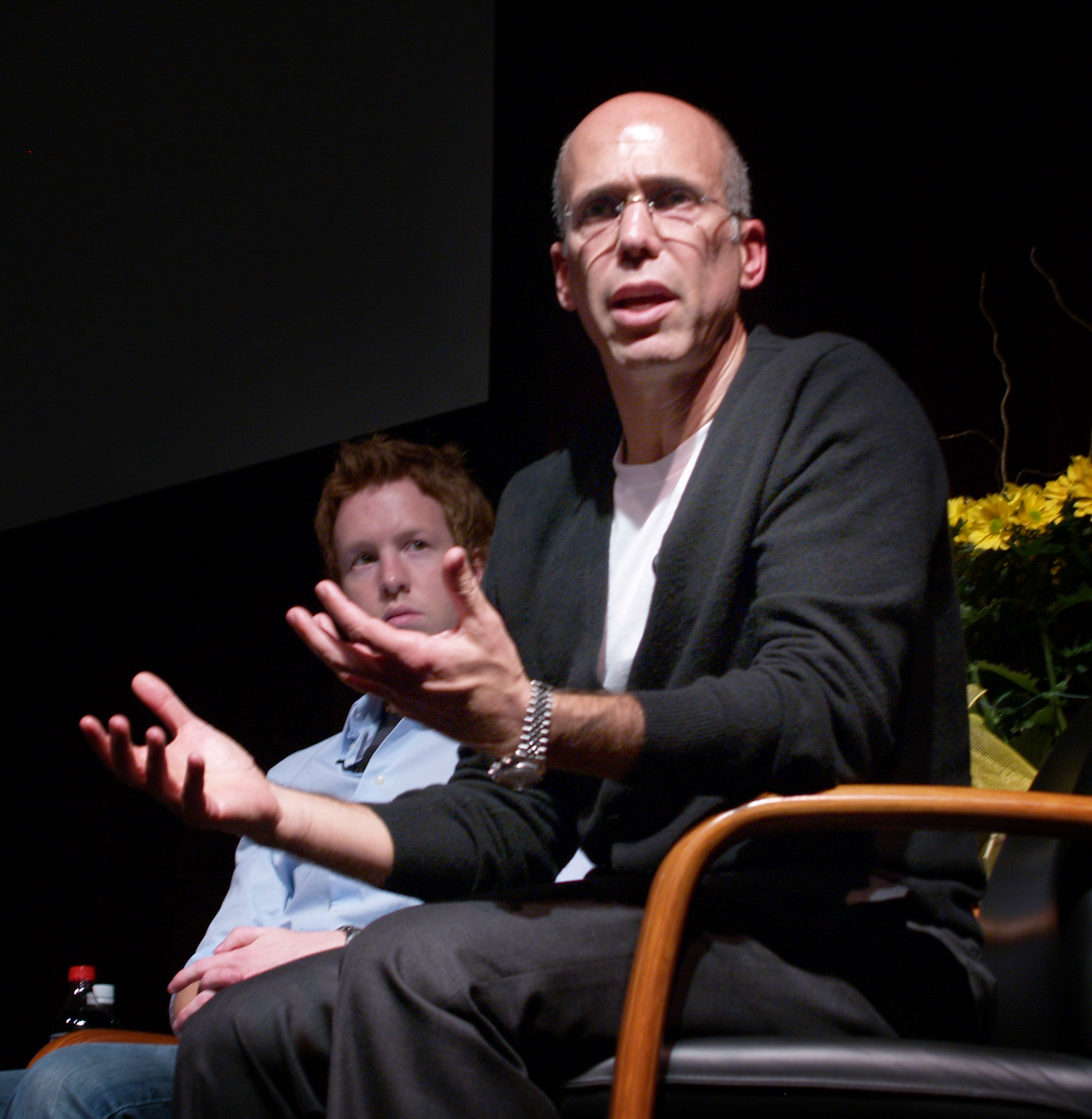
En tant qu'exécutif de la Paramount, Katzenberg tenta de faire en sorte que le film ne dépasse pas le budget prévu.

Alex Weldon sort de sa retraite pour être nommé superviseur des effets spéciaux. À son arrivée, certains effets spéciaux étaient déjà faits ou en cours de route et son travail est surtout de les rendre plus complexes et plus crédibles. De son côté, Richard H. Kline est engagé en tant que directeur de la photographie et son travail avec Weldon est de tenter de rendre les croquis de Maurice Zuberano réels. Celui-ci dira plus tard qu'aucun plan ne fut « facile ». Par exemple, le pont du vaisseau nécessite un éclairage très précis afin que la lumière des moniteurs de bord ressorte. Il est difficile de faire en sorte que la lumière ne se reflète pas sur les différents accessoires. Le chef de production Lindsley Parsons Jr. et Jeffrey Katzenberg sont aussi présents durant le tournage afin que celui-ci se déroule le plus vite possible. Le budget du film ne devait pas être dépassé et chaque journée de tournage coûtait dans les 4 000 $.
Le tournage du film débute le 7 août 1978 par la scène sur le pont du vaisseau dans laquelle les personnages se préparent à franchir le tunnel. Robert Wise tourne plus de quinze prises avant de s'estimer satisfait du résultat final. Dès le 9 août, la production souffre déjà d'une journée de retard sur le planning. Robert Wise refuse cependant de faire des heures supplémentaires. Devant la patience incroyable dont faisait preuve Robert Wise, des paris sont pris par l'équipe de tournage sur le jour précis où il se mettrait en colère mais ceux-ci sont annulés à la fin du tournage, celui-ci n'ayant jamais craqué. N'étant pas familier de la série, le réalisateur compte surtout sur les acteurs, en particulier William Shatner, pour que les dialogues et les actions des personnages soient en accord avec la série.
Alors que les scènes sur le pont sont tournées assez vite, les scènes dans la salle de téléportation dépassent le temps prévu par le planning en partie à cause des chaussures de l'équipe technique qui fondent au sol par la chaleur dégagée par les accessoires. De plus, la scène dans le tunnel demande plus de temps que prévu : elle est filmée à 24 images par seconde puis ramenée à 48. Cependant, l'effet produit parait assez raté et le tout devra être retourné. Ces scènes seroont finalisées le 24 août.

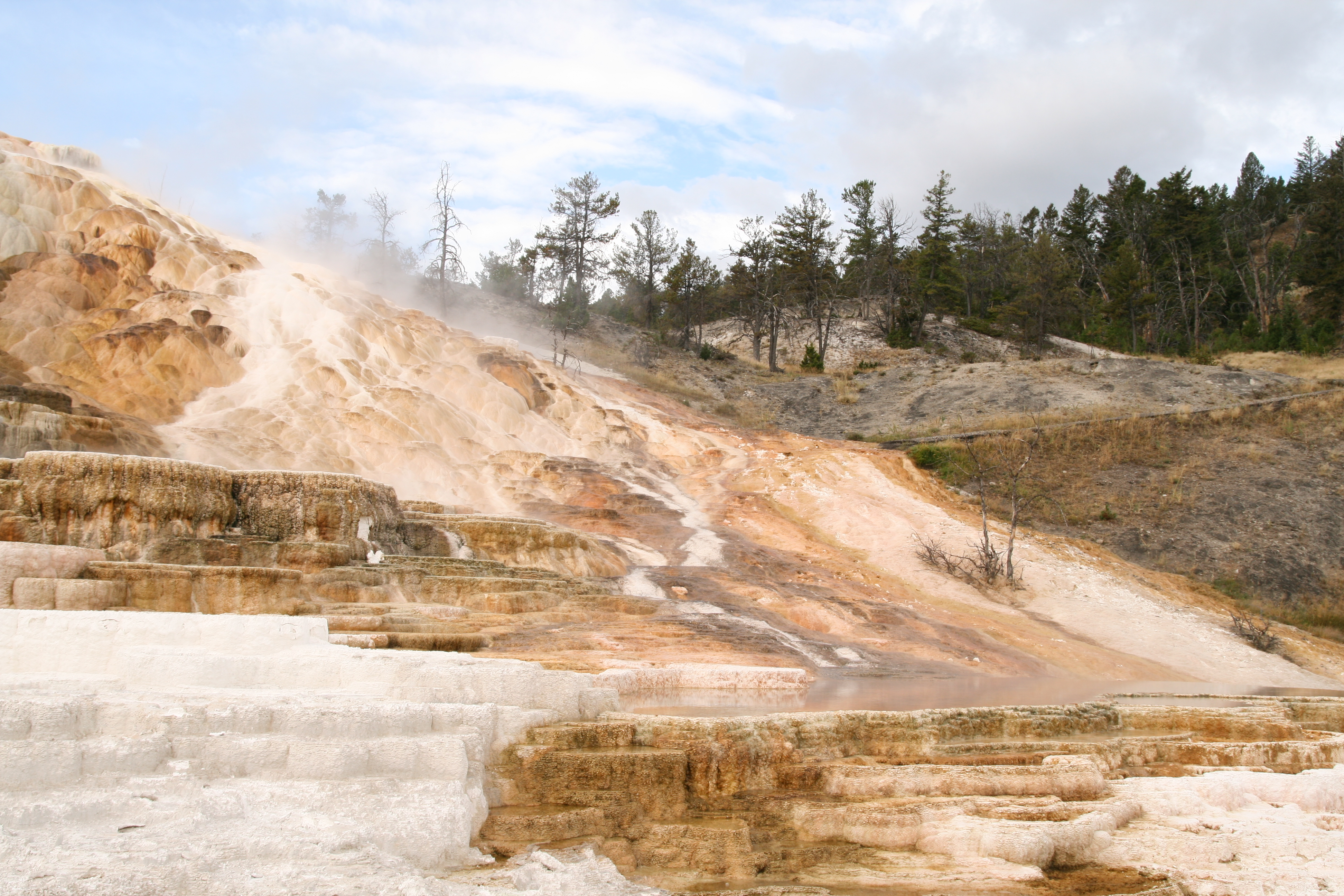
Minerva Terrace servi de décors à la planète planète Vulcain.

Les scènes sur Vulcain sont en parties tournées aux sources chaudes de Minerva Terrace du parc national de Yellowstone, dans le Wyoming par une équipe secondaire de onze personnes. À l'origine, il était prévu de tourner dans des ruines en Turquie, mais cela est abandonné pour des raisons de coût. Les autorisations sont difficiles à obtenir étant donné qu'il fallait bloquer une partie du site très fréquenté durant le mois d'août. Zuberano, Minor et Michelson créèrent des miniatures sous forme d'une toile peinte afin de faire figurer des temples vulcains au milieu des véritables sources d'eau chaude. Le tournage débuta le 8 août 1978 et dura trois jours. À l'origine prévue pour ne durer qu'une journée, la séquence s'éternise à cause d'un ciel bien trop nuageux. Une autre partie du tournage de ces scènes ont lieu dans les studios de la Paramount face à un tank rempli d'eau de 150 mètres de long. Afin de donner l'impression que les deux tournages avaient lieu au même endroit, Weldon utilise des machines à fumée qui lâchaient une mixture mélangeant du lait, de l'eau et de la peinture blanche.
L'explosion de la console qui entraine la déficience du téléporteur prend elle aussi plus de temps que prévu pour l'équipe technique : une partie des étincelles se met à brûler et les acteurs déconcertés par ce qu'il se passait n'arrivaient plus à se concentrer. Une partie des conteneurs de cargo qui flottent dans les airs est simulée en recréant des accessoires en bois, repeints et suspendus à des fils.
La production du film continue après le mois d'août, repoussant le calendrier du film. La scène sur le pont du vaisseau dans laquelle l'Enterprise s'approche de V'Ger et les attaques de la machine sont repoussées de deux semaines afin que les effets spéciaux soient au point. Ainsi la scène où Chekov se fait toucher par une attaque demande une journée de tournage pour un résultat n'apparaissant qu'à peine quelques secondes durant le film. Elle est réalisée à partir d'une plaque d'aluminium placée autour du bras de l'acteur, cachée par ses vêtements sur laquelle une solution d'ammoniaque et d'acide devait enclencher un effet de fumée. La scène est retournée dix fois causant une brûlure à l'acteur. Le dernier jour de tournage de Walter Koeniing est le 26 octobre 1978, soit 8 semaines plus tard que le calendrier ne le prévoyait. Persis Khambatta rencontre elle aussi des difficultés durant le tournage. Durant l'apparition d'Ilia sous l'apparence de sonde, celle-ci est nue sous une combinaison de couleur chair et entourée d'une fumée créée par des cubes de glace lancés dans de l'eau bouillante. L'actrice devra plusieurs fois quitter le tournage pour éviter l'hypercapnie.
Les problèmes se multiplient durant la dernière semaine de production : les lumières rouges apparaissaient orange et avaient des défauts, électrocutant trois membres de l'équipe technique. Le 26 janvier 1976, le film est enfin fini après 125 jours de production, par une scène dans laquelle figuraient les trois acteurs principaux (Shatner, Nimoy, et Kelley). La fusion entre Decker et V'Ger est filmée ce jour-là, avec un mélange de lumière blanche en spirale et d'éclairage stroboscopique. Collins avait des petits morceaux de coton collés à sa veste afin que la lumière crée un halo autour de lui. Ce dernier plan est un cauchemar à tourner, l'éclairage puissant faisant apparaitre des particules de poussière normalement invisibles à l'œil nu qui donnaient l'impression que les acteurs étaient pris par le blizzard. L'équipage devait passer constamment l'aspirateur et des techniciens supplémentaires furent engagés.
Trois semaines plus tard, des plans additionnels de foules avec plus de quatre cents figurants sont tournés pour la séquence à San Francisco, la scène dans le vaisseau Klingon et la scène sur Epsilon 9.

## Postproduction

### Montage
La Paramount souhaite sortir le film en fin d'année afin de profiter des fêtes de Noël, ce qui résultait d'un calendrier assez serré pour l'équipe des effets spéciaux, même si ce travail prit deux fois plus de temps que la durée du tournage. Le monteur Todd Ramsay reçoit de nombreux mémos d'idées de montage de la part de Gene Roddenberry. Son but initial est de couper le maximum tout en gardant le caractère des personnages et l'histoire intacte. Gene Roddenberry veut que les Vulcains aient un langage qui soit le leur, donc les acteurs sont engagés afin de redoubler les scènes qu'ils avaient jouées à l'origine en anglais.

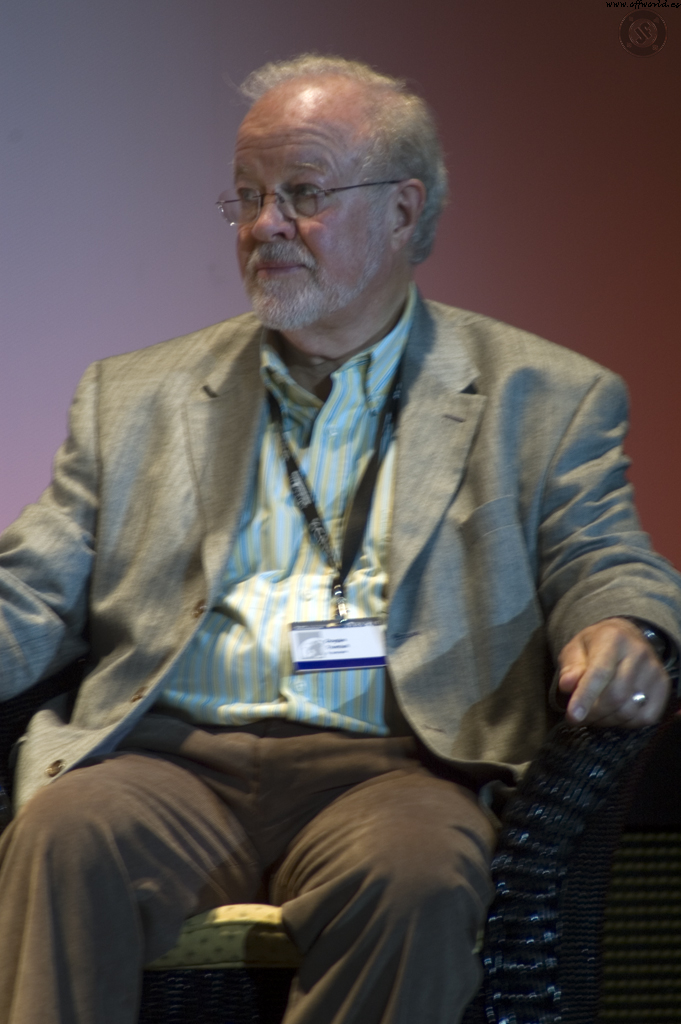
Douglas Trumbull fut engagé pour finir les effets spéciaux du film avant décembre 1979.

À l'origine, l'équipe du film avait approché Douglas Trumbull afin qu'il s'occupe des effets spéciaux. Le réalisateur, qui était réputé à Hollywood pour les effets spéciaux de 2001, l'Odyssée de l'espace, décline originellement l'offre, s'estimant trop occupé par les effets spéciaux de Rencontres du troisième type et souhaitant se concentrer sur ses propres projets en tant que réalisateur. John Dykstra est approché, mais lui aussi était occupé à d'autres projets. Finalement, c'est la compagnie de Robert Abel, Abel & Associates, qui s'occupe de ceux-ci, mais celle-ci n'est pas expérimentée dans les effets spéciaux pour le cinéma et une partie des maquettes créées ne correspondent pas à l'effet voulu. Au début de l'année 1979, seule la moitié des effets spéciaux sont terminés et il apparait clairement que ceux-ci ne seront pas achevés pour décembre. Trumbull, qui a terminé les effets de Rencontres du Troisième Type, est appelé pour superviser le reste des effets spéciaux. Il demande alors un salaire six fois supérieur à celui proposé ainsi que la possibilité de réaliser son propre film.
Des différends créatifs éclatent entre Trumbull et Abel. Ce dernier est limogé par la Paramount le 22 février 1979. Le studio a alors perdu 5 millions de dollars et quasiment une année de travail avec Abel & Associates. Trumbull passe à plein temps sur les effets spéciaux du film, son propre projet ayant été abandonné par la Paramount. Il a carte blanche pour faire ce qu'il souhaite, faisant passé le budget alloué aux effets spéciaux à 10 millions de dollars. Trumbull travaille avec Richard Yuricich, le directeur de la photographie de Rencontres du Troisième Types. Ils embauchent une équipe de personnes pour les seconder, le film demandant de recréer en neuf mois un travail correspondant à deux fois celui qui avait été nécessaire pour un film comme La Guerre des étoiles. Un studio complet est loué et l'assistance de John Dykstra et de son équipe de production de soixante personnes fut requise.
Un premier problème est posé à l'équipe de Dykstra avec l'éclairage des maquettes : l'éclairage du vaisseau Klingon était tellement faible qu'elle apparaissait après. Il change la source lumineuse des maquettes au profit d'un système d'auto-éclairage les faisant ressortir sur le fond étoilé. Les maquettes sont filmées plusieurs fois afin de créer plusieurs couches qui permettaient d'inclure une lumière artificielle au montage. De son côté, Trumbull s'occupe du nuage entourant V'Ger. Il souhaite que celui-ci ne ressemble pas à une « simple masse de coton ». Un rail de caméra est installé afin de pouvoir filmer une maquette de 12 mètres de long figurant le nuage, une lumière passant derrière créant l'illusion de profondeur. L'effet de tornade est créé en passant un laser à travers un cristal monté lui-même sur un socle rotatif. Le même effet est utilisé et recolorisé pour l'attaque du vaisseau Klingon et celle de l'Enterprise.
La scène dans laquelle Kirk et Scott approchent de l'Enterprise ne prend que deux pages de script mais demande plus de 45 plans différents, tournés sous différents angles. Chaque plan prend une journée à tourner. Sur certains plans éloignés, les corps de William Shatner et James Doohan sont remplacés par des marionnettes. Dykstra et Apogee créent trois maquettes pour simuler la station spatiale d'Epsilon 9 : une première maquette complète mesurant 1,8 mètre sur 1,1 mètre de large pour les plans éloignés, une maquette incomplète mesurant 1,5 mètre de long sur 1,8 mètre de large pour les plans rapprochés et une maquette de un mètre de long pour la scène où Spock marche dans l'espace. Sur les plans de la Tour de contrôle on peut voir des personnes à l'intérieur via un système de projection. Des plans de celle-ci en train de se faire détruire sont abandonnés, faute de temps. V'Ger est filmé dans une pièce remplie de fumée afin de cacher le fait qu'une partie du vaisseau était toujours en cours de construction.
Une partie des matte paintings est effectuée par Yuricich dans les scènes filmées à Yellowstone pour remplacer le ciel bleu terrien ou mettre un paysage vulcain en arrière plan. Plus d'une centaine d'entre eux sont utilisés dans le film. Une partie des séquences tournées déjà par Abel & Associates est retournée à nouveau par Trumbull et son équipe : la scène où Spock se déplace dans l'espace, par exemple, est intégralement changée. À l'origine, Kirk devait suivre Spock et se faire attaquer, et tous deux devaient voyager à travers V'Ger. Wise, Kline et Abel n'arrivent pas à se décider sur des effets à faire. Trumbull convainc l'équipe de changer le scénario plutôt que de payer des millions à arranger des effets ratés. Il suggère une séquence onirique dans laquelle Kirk n'apparait pas et qui serait plus simple à monter. Trumbull demande à Robert McCall, le designer de l'affiche de 2001, l'odyssée de l'Espace, de faire les concepts art de ce nouvel événement.
Au moment où le film est finalisé, 26 millions de dollars ont été dépensés. En ajoutant les 18 millions qui ont été dépensés sur le développement de la série Phase II, le projet total aura coûté 44 millions.

### Musique
Bandes originales de Star Trek

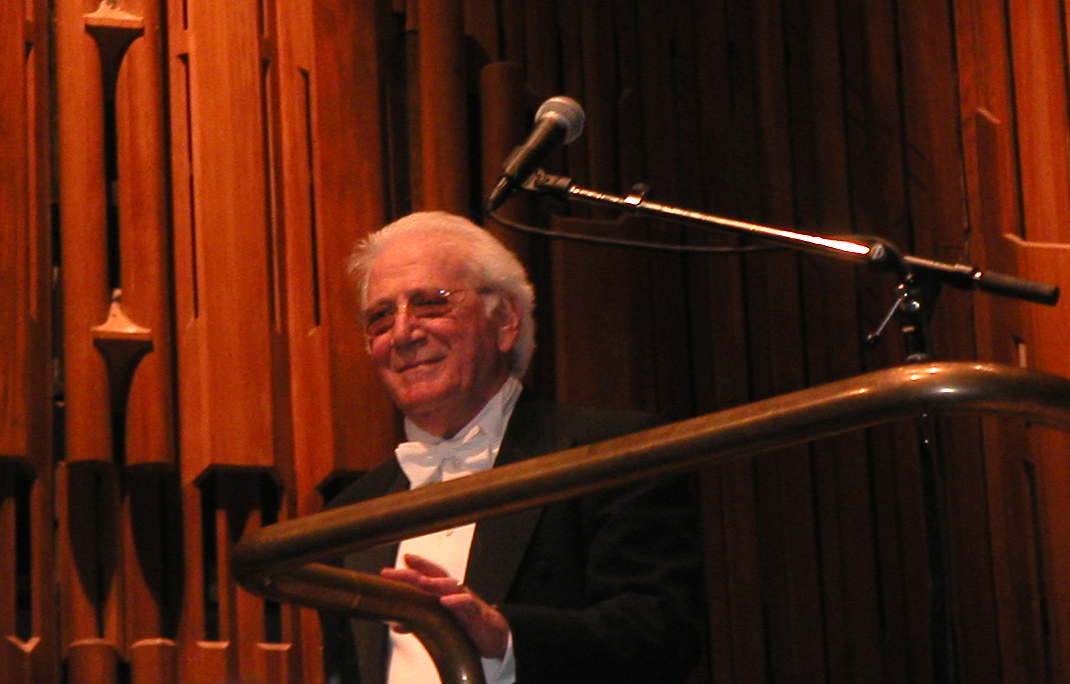
Jerry Goldsmith compositeur de la musique du film.

Star Trek II : La Colère de Khan
(1982)
Les producteurs font appel à Jerry Goldsmith, tout juste oscarisé pour sa participation sur le film de Richard Donner La Malédiction, un choix validé par Robert Wise qui apprécie sa musique et considérera par la suite qu'il s'agissait de la meilleure relation de travail qu'il ait jamais eue avec un compositeur. Par la suite, Jerry Goldsmith composera la musique des films Star Trek 5 : L'Ultime Frontière, Star Trek : Premier Contact, Star Trek : Insurrection et Star Trek : Nemesis ainsi que celle de la série télé Star Trek : La Nouvelle Génération. Celle-ci était un mélange du thème du film et de la musique de la série originale par Alexandre Courage,.
Goldsmith prend influence sur le côté romantique de la bande originale de La Guerre des étoiles. Selon le compositeur : « Quand on y pense, l'espace est un lieu très romantique, semblable au monde du Western : il y a toute une vie et un monde à découvrir et c'est je pense, la base de Star Trek. » Lorsqu'il présente une première version de la musique pour le film, Robert Wise n'est pas très emballé et demande alors un remaniement pour mieux correspondre à ses « visions de navire »[réf. nécessaire].
La musique montrant Kirk et Scott s'approchant du vaisseau est, à l'origine, longue de cinq minutes. Le film est le seul de la licence à avoir une véritable ouverture : le film s'ouvrant sur le thème d'Ilia joué sans qu'aucune image n'apparaisse.
Le film utilise un synthétiseur de marque ADS (Advanced Digital Synthesizer) d'une compagnie de Pasadena qui le donna gratuitement afin que son utilisation dans le film permette d'en faire la publicité. La musique du film utilise aussi pour la première fois un Blaster beam, un instrument électronique de 4 mètres de long,. L'instrument fut créé par le musicien Craig Huxley qui avait autrefois joué dans la série originale. L'instrument est constitué de fils d'acier connectés à des amplificateurs de sorte à passer par un morceau d'aluminium. Goldsmith s'en servit pour le thème de V'Ger. D'autres synthétiseurs sont utilisés, notamment le Yamaha CS-80, l'ARP 2600, le Oberheim OB-X et un Serge Synthetizer.
Il faut à Jerry Goldmisth trois à quatre mois pour composer la bande originale du film, un agenda relativement large pour ce type  de production. Il demande à Alexander Courage, le compositeur du thème original de la série, de fournir des arrangements qui accompagneraient les moments où Kirk fait son journal de bord, tandis que Fred Steiner écrit la partition de onze musiques additionnelles, notamment celle où l'Enterprise atteint la vitesse de distorsion et la première rencontre avec V'Ger. La dernière session d'enregistrement s'achève le 1er décembre à deux heures du matin, seulement cinq jours avant la sortie du film.
Pour son travail, Jerry Goldsmith est nommé à l'Oscar de la meilleure musique de film, ainsi qu'au Golden Globe de la meilleure musique de film et au Saturn Award de la meilleure musique.
En 1979, CBS Records commercialise un album de 9 titres. Il s'agit d'une des bandes originales de film de Goldsmith s'étant le plus vendue. Sony Legacy Recordings sort une version en deux CD de la musique du film le 10 novembre 1998 avec 21 minutes supplémentaires. En 2012, La-La Land Records édite un coffret 3CD en édition limitée d'une durée de plus de 3 heures.
Liste des titres
1. Main Title / Klingon Battle (6:48)
2. Leaving Drydock (3:28)
3. The Cloud (4:57)
4. The Enterprise (5:56)
5. Ilia's Theme (2:59)
6. Vejur Flyover (4:55)
7. The Meld (3:14)
8. Spock Walk (4:16)
9. End Title (3:14)

### Design sonore
Le designer sonore Frank Serafine, lui-même fan de Star Trek depuis très longtemps, est engagé pour les effets sonores du film. Son premier travail est de remettre au goût du jour les bruitages de la série en utilisant la nouvelle technologie. Les effets sonores furent séparés en trois catégories : les effets A, qui sont utiles au récit comme le bruitage de V'Ger, les explosions, l'ambiance sonore du mind Meld de Spock; les effets B sont les sons mineurs d'arrière-plans comme les bips des machines ou des touches de claviers et les effets C qui servent de manière subliminale à créer une ambiance.
Lorsque le film est annoncé, de nombreux artistes électroniques envoyèrent leurs démos à la Paramount. Ramsay et Wise voulent que le film possède un habillage sonore unique pour s'éloigner des effets clichés de science-fiction. Ainsi, l'ambiance sur le pont de l'Enterprise est laissée la plus silencieuse possible afin d'y avoir une atmosphère la plus calme possible, en contraste avec celle du vaisseau Klingon qui est bruyante et reflète la dureté de leur culture. Alors que la plupart des effets sont créés en utilisant des synthétiseurs, d'autres le sont à partir d'enregistrements, comme le bruit du trou de ver qui est réalisé en ralentissant et en passant à l'envers le bruit d'un combat de cowboy, tandis que le bruit d’accélération est obtenu à partir d'un son de cymbale ralenti.

## Analyses
Dans leur livre Star Trek : The Human Frontier, Michele et Duncan Barnett estiment que le film est en adéquation avec la vision négative que Roddenberry a de la religion, dans la lignée de l'épisode Pauvre Apollon où le dieu Apollon se révèle être un extra-terrestre ayant usé de subterfuge pour passer pour un dieu sur Terre. Dans cet épisode, Kirk estime que "un seul dieu est largement suffisant". Le film prend ici l'idée d'une machine persuadée de la toute puissance d'un dieu créateur qui s'avère juste être les humains.
Dans la série, rien n'est dit sur ce que deviennent les morts. Toutefois, dans l'épisode Decker s'évapore et semble mourir après avoir fusionné avec V'Ger, mais Kirk estime qu'il s'agit de la création d'une nouvelle forme de vie. Decker et Ilia sont considérés  "disparus" plutôt que morts, ce que Duncan Barnett considère comme une forme d'espérance de vie après la mort.

## Sortie
Le film est présenté en avant-première le 6 décembre 1979 au K-B MacArthur Theater de Washington sans avoir de projection-test, une chose que Robert Wise dira regretter. Sorti dans les salles le 7 décembre 1979, le film est la première adaptation au cinéma d'une série télé tout en gardant les mêmes acteurs. Le film sort dans 869 salles aux États-Unis. Le studio a toutefois vendu les droits de diffusion à la télévision à ABC dès juin 1978.
Le marketing est coordonné à la fois par la Paramount et par son conglomérat Gulf+Western afin de lancer un grand nombre de produits dérivés. Le budget pour la promotion atteint les 9 millions d'USD. Pour coïncider avec la sortie du film, Pocket Books publiera une novelisation du film, écrite par Roddenberry lui-même (même si d'autres sources soulignent que le scénariste Alan Dean Foster l'aurait écrite en vérité),. Le livre ajoute des éléments qui n'apparaissent pas dans le film ; ainsi William Decker est confirmé comme étant le fils de Matt Decker, le Commodore vu dans l'épisode La Machine infernale. Le roman commence par une scène introduisant V'Ger et revient sur les difficultés de Kirk à reprendre le contrôle de l'Enterprise tout en revenant sur la relation entre Ilia et Decker. V'Ger est écrit sous la forme Vejur afin de mieux coller à la révélation finale. Cela lancera toute une collection de livres édités chez Pocket Books.
En plus du roman, d'autres livres dérivés comme des livres de coloriage, les plans de l'Enterprise et une adaptation en comic-book du film chez Marvel Comics (dans la série Marvel Comics Super Special) voient le jour,. Le film se décline sous forme de jouets : des actions figures, des maquettes de vaisseaux et un grand nombre de copies des accessoires du film comme les phasers, les communicateurs ou les montres. McDonald's sortira un Happy Meal édition Star Trek.
Il est à noter que la version française du film est sortie en mars 1980. Le titre utilisé au Québec lors de cette sortie initiale en salles était 'la Patrouille du cosmos', le même titre que portait la série télévisée dans sa distribution dans le Canada français. Ce titre sera aussi utilisé en Amérique du Nord lors de la sortie vidéo du film en format Beta et VHS. Le film a porté le titre Star Trek dans le reste de la francophonie et ce titre sera éventuellement adopté aussi au Québec.

### Box-office
À l'époque de sa sortie, le film brise le record du film ayant fait le plus de profit le week-end de sa sortie avec 11 926 421 dollars de recettes, battant le précédent record détenu par les films Superman de 1978 (10,4 millions de dollars) et La Guerre des étoiles en 1977 (10,1 millions de dollars). Au cours de son exploitation américaine, le film engrange un profit de 82 millions de dollars, devenant le 5e film le plus vu de l'année 1979, et un profit de 139 millions de dollars pour son exploitation internationale.
Le film sera nommé à trois catégories lors des Oscars : Meilleure direction artistique, meilleurs effets spéciaux et meilleure bande originale.
| Pays / Région | Box-office          | Nombre de semaines | Classement TLT | Source           |
| ------------- | ------------------- | ------------------ | -------------- | ---------------- |
| Paris         | 178 584 entrées     | 3                  | -              | Box-office stars |
| France        | 694 042 entrées     | -                  | -              | JP box-office    |
| États-Unis    | 82 258 456 dollars  |                    | -              | Box Office Mojo  |
| Mondial       | 138 958 456 dollars |                    | -              | JP box-office    |

### Réédition
Paramount Home Entertainment sortira en 1981 le film en VHS, Betamax, Laserdisc et Capacitance Electronic Disc en 1981.
En 1983, une version étendue fut diffusée sur ABC avec 12 minutes de plus. Les parties supplémentaires étaient constituées de scènes que Wise n'avait pas retenues. Cette version sortit en VHS et LaserDisc en 1983,.
Wise avait toujours considéré que la version cinéma du film avait eu des "coupes franches" et il faut attendre novembre 2001 pour qu'une édition "Director's Edition" du film sorte en VHS et DVD. À la restauration des bandes, sont ajoutés de nouveaux plans créés en image de synthèses. La bande sonore fut en partie modifiée afin d'ajouter des bruits d'ambiance sur le pont du vaisseau. Cette version dure 136 minutes, soit 4 minutes de plus que l'originale. Cette édition reçut de meilleures critiques que le film original, malgré le changement de ratio d'image de 2.40:1 a 2.17:1.
Une version Blu-Ray du film, remasterisée en 1080p, est sortie en mai 2009 afin de correspondre à la sortie du film Star Trek de J.J Abrams ainsi qu'un coffret contenant les quatre films suivants.

## Accueil critique

### Réaction des studios
Aux États-Unis, il s'agit du film de la franchise qui a fait le plus d'entrées jusqu'à la sortie du Star Trek de 2009 et sans doute le film le plus rentable si l'on tient compte de l'inflation,, mais la Paramount considère cela comme décevant surtout comparé aux frais de marketing. En comptant le budget consacré au projet Phase II, le film avait coûté 44 millions de dollars pour une recette de 82 millions. Or, pour la Paramount, un film n'était un succès que s'il rapportait trois à quatre fois la somme investie. Le studio pointa du doigt les réécritures incessantes par Roddenberry ainsi que l'ambiance trop lente et contemplative du film. La Paramount souhaitait faire une suite qui coûterait moins cher à produire. Roddenberry fut promu à une place où il ne pourrait plus interférer. La production du film suivant, qui deviendra Star Trek 2 : La Colère de Khan, fut confiée à Harve Bennett et Nicholas Meyer.

### Réaction du public
À sa sortie, le film reçoit des critiques plutôt mitigées. En 2001, une rétrospective des films Star Trek sur le site de la BBC décrit le film comme étant l'un des moins bons. En mai 2020, sur l'agrégateur Rotten Tomatoes, Star Trek, le film n'obtient que 41 % d'avis favorables, pour 39 critiques recensées avec le consensus suivant : "avec un scénario décousu et une histoire bavarde dans lequel le méchant est un nuage, le film ne démarre pas la franchise sous de bons auspices". Il obtient une note assez similaire, 48/100, sur Metacritic, pour 10 critiques.
Gary Arnold et Judith Martin du The Washington Post trouvent que l'histoire est trop légère pour un film de cette durée, même si Martin trouve que, comparé aux films de science fiction de la même époque, les prémisses étaient "un peu plus intelligentes". Richard Schickel du Time écrit que le film consiste en des histoires de vaisseaux spatiaux qui mettent "un temps bien trop long à aller n'importe où, sans que rien de dramatique ou d'intéressant n'arrive en chemin". Schickel regrette l'absence d'antagoniste "bien caractérisé" et de scènes de batailles spatiales "qui rendaient Star Wars distrayant." A l'inverse, les spectateurs se retrouvent avec de nombreux dialogues et un "jargon spatial impénétrable". David Denby, du magazine New York, explique que le mouvement lent des vaisseaux n'a pas le charme "surprenant et élégant" d'un film comme 2001, l'Odyssée de l'espace et que trop de scènes d'actions consistent à voir l'équipage réagissant face à un écran, ce qui est "comme voir quelqu'un d'autre en train de regarder la télévision". À l'inverse, le magazine Variety trouve que le film est un "thriller qui inclut tous les éléments appréciés par les fans de la série : un dilemme philosophique entouré d'un scénario sur le contrôle mental, des problèmes de saut spatiaux, les émois de Kirk, la logique de Spock et une révélation finale en bout de film".
Pour une partie des critiques, le film se concentre bien plus sur ses effets spéciaux que sur ses personnages, et de nombreux fans ont noté la ressemblance du scénario avec celui de l'épisode Le Korrigan. Considéré comme ennuyeux, le film est affublé de différents sous-titres par les fans, jouant sur le mot Motion (mouvement) du titre comme The Motionless Picture (Star Trek, le film immobile), The Slow Motion Picture (le film ralenti), The Motion Sickness (le mal des transports), ou Where Nomad Has Gone Before (jouant sur le nom de Nomad, le nom du satellite dans l'épisode Le Korrigan).

## Distinctions
Source : Internet Movie Database

### Récompenses
- Saturn Awards 1980 : meilleurs effets spéciaux pour Douglas Trumbull, John Dykstra et Richard Yuricich,
- DVD Exclusive Awards 2001 : meilleure nouveauté DVD, remontée et rééditée pour la sortie en DVD de la version longue.

### Nominations
- Oscars 1980 : meilleurs effets visuels, meilleure direction artistique, meilleure musique originale de film pour Jerry Goldsmith,
- Golden Globes 1980 : meilleure musique de film pour Jerry Goldsmith,
- Saturn Awards 1980 : meilleur film de science-fiction, meilleur acteur pour William Shatner, meilleure actrice pour Persis Khambatta, meilleur acteur dans un second rôle pour Leonard Nimoy, meilleure actrice dans un second rôle pour Nichelle Nichols, meilleurs costumes, meilleur réalisateur pour Robert Wise, meilleur maquillage, meilleure musique de film pour Jerry Goldsmith,
- Prix Hugo 1980 : meilleur film dramatique,
- DVD Exclusive Awards 2001 : meilleur commentaire audio DVD, meilleur design de menu DVD, meilleur bonus DVD,
- Saturn Awards 2002 : meilleure édition spéciale DVD d'un classique pour la version longue.

## Commentaires

### Autour du film
- Pour incarner son personnage, Persis Khambatta a subi 1h30 à 2 heures de maquillage par jour, consistant notamment à se faire tondre le crâne et tartiner celui-ci de fond de teint. L'actrice a par ailleurs précisé que dans son pays natal (l'Inde), raser les cheveux d'une femme est considéré comme un sacrilège.
- Lorsqu'il s'est engagé sur le film, Stephen Collins était davantage motivé par l'idée de travailler avec Robert Wise que de faire un film Star Trek.
- Pour la séquence de la rencontre avec V'Ger, les acteurs du film ont eux-mêmes proposé au réalisateur comment ils joueraient leur scène.
- Gene Roddenberry, créateur de l'univers Star Trek, signe le roman fondé sur le scénario du film en 1979, traduit l'année suivante en français. Dans l'avant-propos de l'amiral Kirk, ce dernier est comparé à un « Ulysse moderne ». L'avant-propos de l'auteur exprime en quelques lignes sa vision de Star Trek : l'Enterprise est le « microcosme de l'humanité », portant un « message d'amour » aux autres civilisations de l'univers[87].

### Versiondirector's cut
En 1999, Robert Wise contacte la Paramount et propose de retravailler le montage du film. Une nouvelle génération d'informaticiens améliore des séquences par ordinateur comme celle sur la planète Vulcain, qui comporte désormais un ciel et des statues gigantesques, et celle de l'arrivée de la navette de Kirk à la Fédération des planètes unies qui possède cette fois-ci des vues futuristes de la ville de San Francisco. Auparavant, le film avait connu un premier remontage, d'une durée de 143 minutes, pour sa première diffusion à la télévision en 1983.
Cette version director's cut contient également de nouveaux éléments importants comme Ilia se servant de son pouvoir pour soulager la douleur de Pavel Chekov, après que celui-ci se soit brûlé le bras en recevant une décharge électrique, ou encore Spock pleurant pour l'avenir de V'Ger.
Les génériques de début et de fin ont eux aussi subi des modifications : ils contiennent un arrière-plan avec les étoiles défilant vers l'avant. Quant aux inscriptions jadis blanches, elles ont été colorisées en couleur dorée.
Pour la version française, le film a été entièrement redoublé.

### Héritage
Le succès du film a généré de nombreuses suites et séries télévisées telles que Star Trek : La Nouvelle Génération ou encore Star Trek: Deep Space Nine.